# Prefectura de Tacna
La prefectura de Tacna o intendencia de Tacna es un edificio ubicado en la ciudad peruana homónima, el cual fue construido por el Estado de Chile entre 1905 y 1909 en el contexto de la administración chilena de Tacna. En 2008 fue incendiado y hasta el día de hoy se encuentra en ruinas.

## Historia

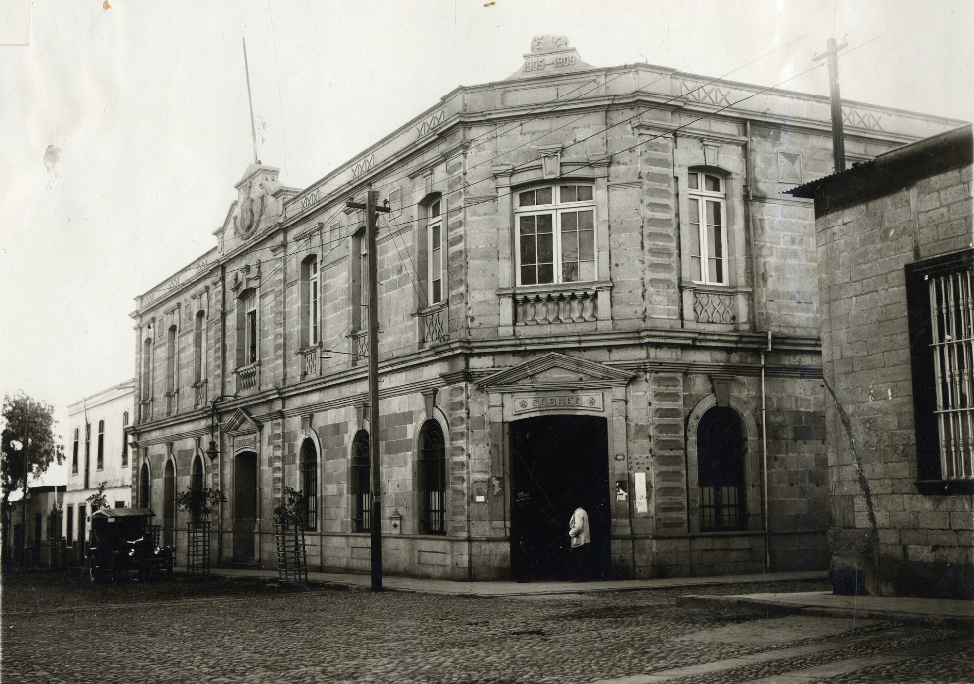
El edificio en 1920.

El edificio fue erigido entre 1905 y 1909, tal como indicaba originalmente la parte de arriba del inmueble. Fue construido en base a piedra de cantería extraída del cerro Arunta e Intiorko.
Durante la administración chilena, estaba labrado el Escudo de Chile en el sector que se encuentra en la calle Blondell.
A la prefectura se le conocía como Intendencia y era además una cárcel, la Corte de Apelaciones, el Juzgado de Letras, la administración principal de Correos, entre otras facultades asociadas a la autoridad política de Chile en la región.
Cuando Tacna se reincorporó al Perú en 1929, el edificio se siguió usando con fines administrativos por parte de la nueva administración peruana.
El edificio de la Prefectura de Tacna fue declarado monumento histórico del Perú el 24 de agosto de 1980 durante el gobierno de Fernando Belaúnde Terry.
Dentro de los cambios del edificio con el cambio de administración entre países se encuentran la remoción del escudo chileno y la inscripción que mostraba la fecha de la construcción del recinto. En aquel lugar del edificio se construyó el escudo peruano con el mismo material, además, se reemplazó el texto «Correo» por «Gobernación».

### Incendio
El 30 de octubre de 2008, en el contexto de las protestas contra la Ley del Canon Minero, se produjeron bloqueos y destrozos en locales del Estado y entidades públicas de la ciudad. Cientos de manifestantes tomaron vandálicamente las instalaciones de la Gobernación de Tacna, y el gobernador, Raúl Urbiola Hani, huyó por la parte trasera del edificio trepando muros para escapar de la turba.
El grupo de personas que protestaba frente al local de la prefectura prendió salvajemente fuego a un mueble. El incendio arrasó con todo lo que se encontraba en el interior del segundo y el primer piso, dejándolo en su estado actual de ruinas y del cual solo queda la fachada construida con piedra de cantería.

### Reconstrucción
Hasta el día de hoy el Estado peruano no ha reconstruido el inmueble. El Ministerio de Cultura efectuó tres observaciones a la propuesta de la Municipalidad Provincial de Tacna, indicando que debe mantenerse la infraestructura interna original pese a que colapsó.
El exprefecto, Víctor Urviola, lamentó que pese a la destrucción del recinto no exista ninguna persona sentenciada por los hechos. En 2013 terminó un juicio que resultó en la absolución de los 14 investigados, pese a identificarlos en fotografías y videos. Para Urviola el caso no esta cerrado y la justicia tendría una deuda con Tacna.
En 2021 el prefecto regional junto con dos arquitectos realizaron la elaboración de un anteproyecto para la restauración y puesta en valor de la prefectura.

## Galería

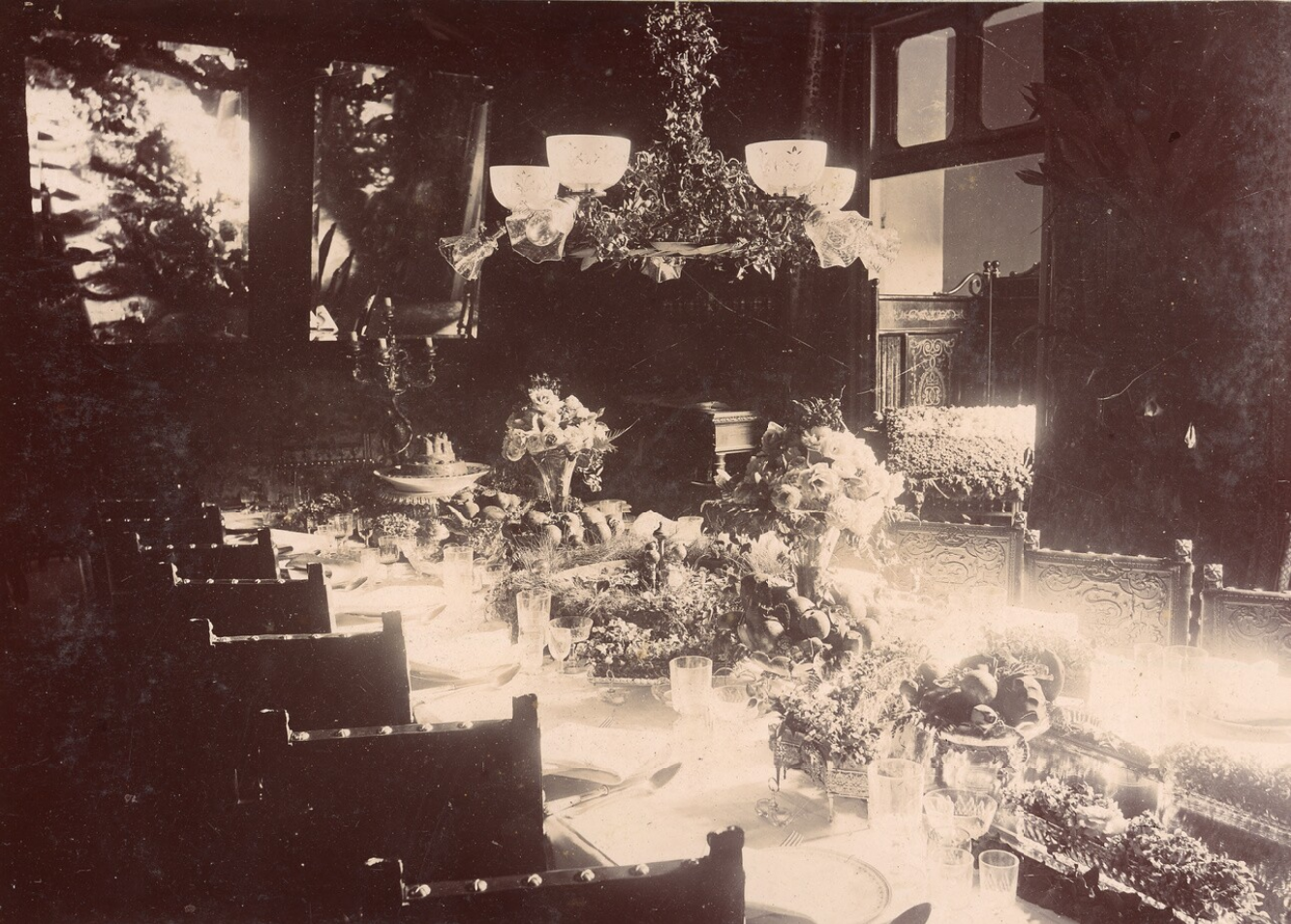
Salón comedor
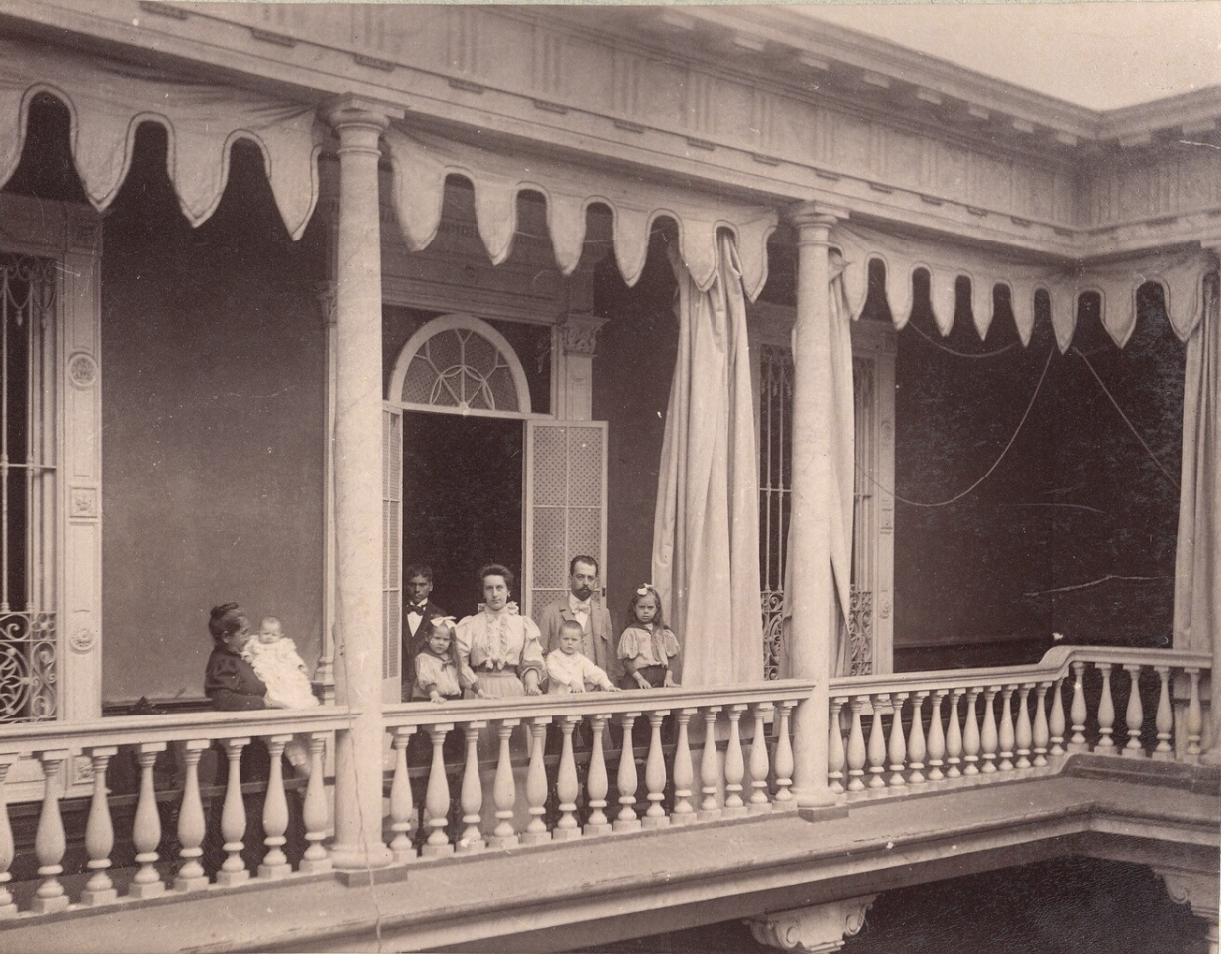
Retrato de familia no identificada en la Intendencia de Tacna
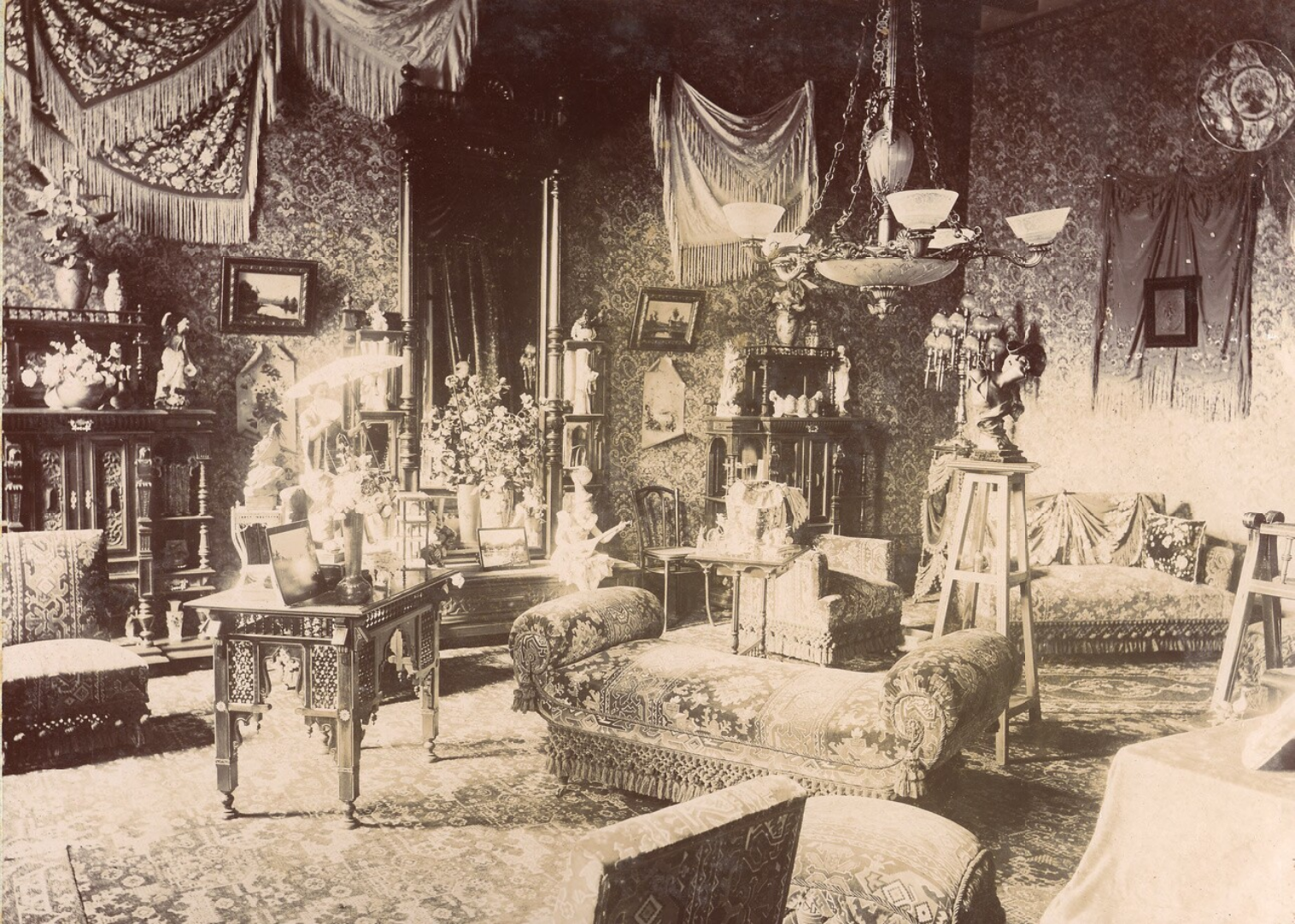
Interior Salón
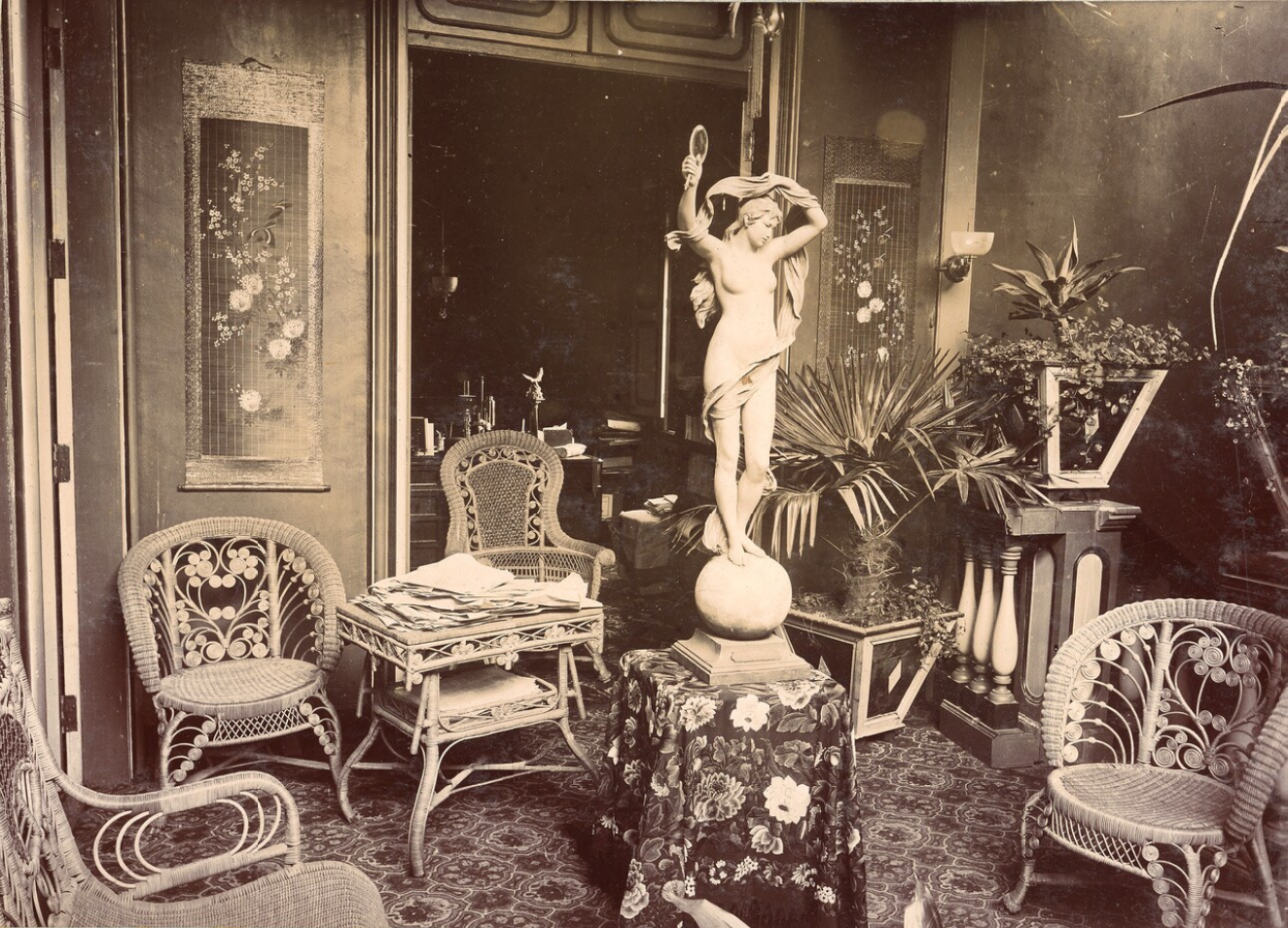
Interior Salón
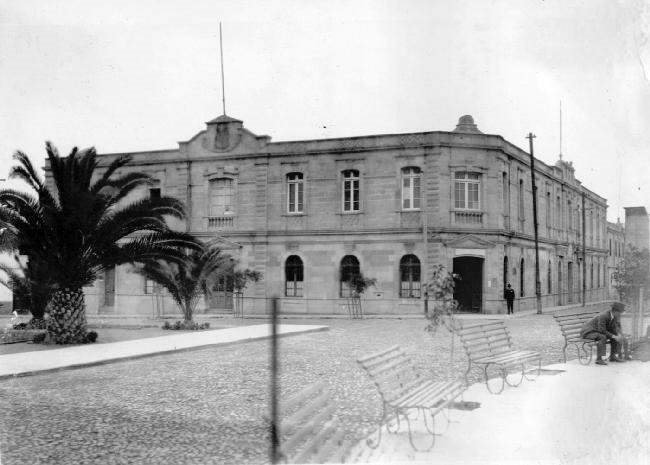
El edificio en 1910.
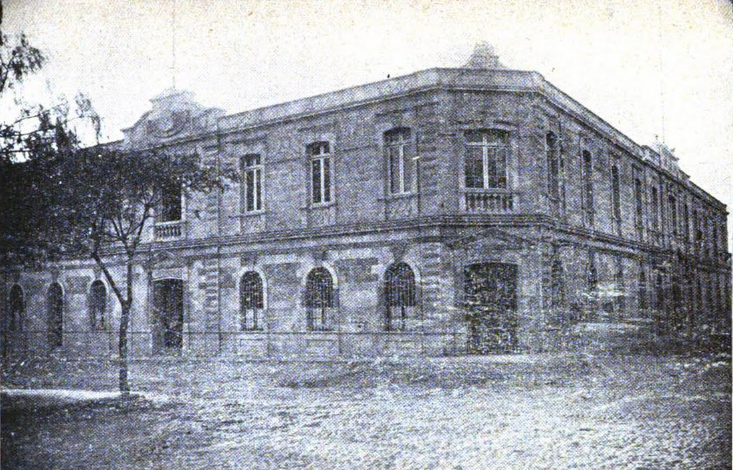
El edificio en 1913.
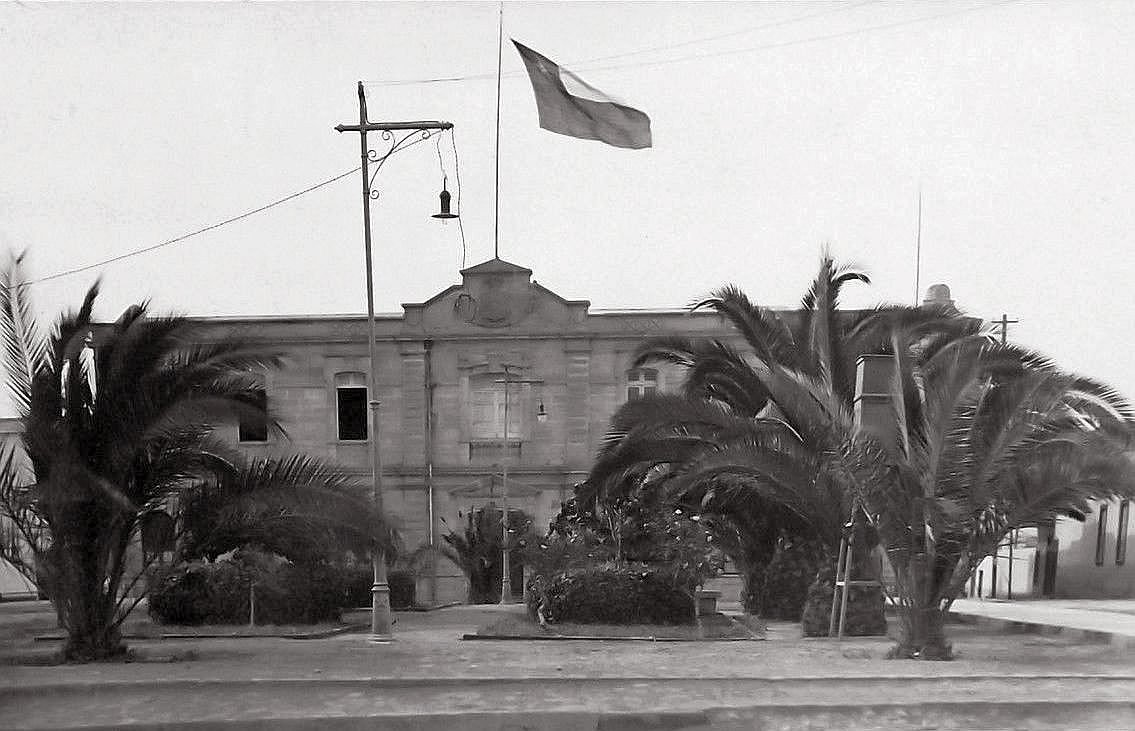
Fachada de la Intendencia de Tacna con la bandera de Chile, año 1920.
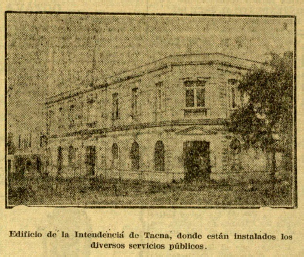
El edificio en 1922.
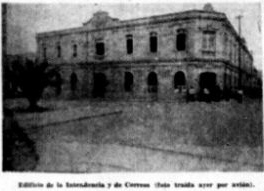
El edificio en 1929, horas antes de la reincorporación de Tacna al Perú.